# Khomsīāneh
Khomsīāneh (persiska: خمسیانه) är en ort i Iran.   Den ligger i provinsen Lorestan, i den västra delen av landet, 300 km sydväst om huvudstaden Teheran. Khomsīāneh ligger 1 714 meter över havet och antalet invånare är 129.
Terrängen runt Khomsīāneh är kuperad. Runt Khomsīāneh är det ganska tätbefolkat, med 72 invånare per kvadratkilometer. Närmaste större samhälle är Zāgheh-ye ‘Olyā, 15,0 km söder om Khomsīāneh. Trakten runt Khomsīāneh består i huvudsak av gräsmarker.